# Ярмухамедов, Шаяхмет Шамухамедович
Шаяхмет Шамухамедович Ярмухамедов (каз. Шаяхмет Шамұхамедұлы Жармұхамедов; 1902, Пржевальск, Семиреченская область — 1953, Алма-Ата) — советский партийный и государственный деятель. Первый секретарь Актюбинского обкома ВКП(б) (1932—1934). Член РКП(б) с 1920.

## Биография

### Образование
В 1922−1923 гг. обучался в Московском коммунистическом университете, в 1924—1926 гг. — во Всесоюзном коммунистическом сельскохозяйственном университете имени Я. М. Свердлова. В 1940 г. окончил Ленинградскую промышленную академию.

### Трудовая деятельность
- 1919—1921 гг. — уполномоченный по работе среди мусульманской молодёжи, ответственный секретарь городского районного комитета коммунистического союза молодежи (КСМ) Туркестана, тветственный секретарь уездного комитета КСМ Туркестана (Семиреченская область),
- 1921—1922 гг. — ответственный секретарь Джетысуйского областного комитета КСМ Туркестана, ответственный секретарь КСМ Туркестана,
- 1923 −1924 гг. — в РККА, начальник главного управления политико-просветительной работы Народного комиссариата просвещения Туркестанской ССР,
- 1926—1928 гг. — заведующий отделом пропаганды и агитации Кзыл-Ординского уездно-городского комитета ВКП(б) (Казакская АССР), заведующий агитационно-пропагандистским отделом Сыр-Дарьинского губернского комитета ВКП(б), заведующий организационным отделом Сыр-Дарьинского губернского комитета ВКП(б),
- 1928—1929 гг. — ответственный секретарь Акмолинского окружного комитета ВКП(б),
- 1929—1930 гг. — ответственный секретарь Алма-Атинского окружного комитета ВКП(б),
- 1930—1931 гг. — инструктор Казакского краевого комитета ВКП(б),
- 1931 г. — заведующий первым животноводческим сектором Казакского краевого комитета ВКП(б),
- 1931—1932 гг. — народный комиссар труда Казакской АССР.
- февраль-июнь 1932 г. — председатель организационного бюро Казакского краевого комитета ВКП(б) по Актюбинской области,
- 1932—1934 гг. — первый секретарь Актюбинского областного комитета ВКП(б),
- 1934—1936 гг. — второй секретарь Алма-Атинского областного комитета ВКП(б),
- 1940—1943 гг. — мастер сталеварения, секретарь комитета ВКП(б) цеха, партийный организатор ВКП(б) рудника Кузнецкого металлургического комбината (Новосибирская область).

С 1943 г. — заместитель директора Темиртауского металлургического завода (Карагандинская область).
Член КазЦИКа. Делегат ХV-ХVII съездов ВКП(б) (1927, 1930, 1934), ХV-ХVI конференций ВКП(б) (1926, 1929), VI—VIII Казахстанских краевых конференций ВКП(б) (1927, 1930, 1934), член Казкрайкома ВКП(б).
Скончался в 1953 году, похоронен на Центральном кладбище Алма-Аты.